# Arrondissement de Jonzac
L'arrondissement de Jonzac est une division administrative française, située dans le département de la Charente-Maritime et la région Nouvelle-Aquitaine.
C'est le deuxième arrondissement de la Charente-Maritime par sa superficie mais l'avant-dernier par sa population.

## Composition

### Composition jusqu'en 2016
L'arrondissement de Jonzac regroupe 7 cantons (découpage d'avant 2015) qui rassemblent 114 communes.
Sa composition administrative est la suivante :
- canton d'Archiac avec 17 communes ;
- canton de Jonzac avec 20 communes ;
- canton de Mirambeau avec 19 communes ;
- canton de Montendre avec 15 communes ;
- canton de Montguyon avec 14 communes ;
- canton de Montlieu-la-Garde avec 13 communes ;
- canton de Saint-Genis-de-Saintonge avec 16 communes.

### Composition depuis 2017
La composition de l'arrondissement est modifiée par l'arrêté du 30 décembre 2016 prenant effet au 1er janvier 2017.
Depuis 2015, le nombre de communes des arrondissements varie chaque année soit du fait du redécoupage cantonal de 2014 qui a conduit à l'ajustement de périmètres de certains arrondissements, soit à la suite de la création de communes nouvelles. Le nombre de communes de l'arrondissement de Jonzac est ainsi de 114 en 2015, 112 en 2016 et 129 en 2017.
Au 1er janvier 2024, l'arrondissement groupe les 129 communes suivantes :
1. Agudelle
2. Allas-Bocage
3. Allas-Champagne
4. Archiac
5. Arthenac
6. Avy
7. La Barde
8. Bedenac
9. Belluire
10. Biron
11. Bois
12. Boisredon
13. Boresse-et-Martron
14. Boscamnant
15. Bougneau
16. Bran
17. Brie-sous-Archiac
18. Brives-sur-Charente
19. Bussac-Forêt
20. Celles
21. Cercoux
22. Chadenac
23. Chamouillac
24. Champagnac
25. Champagnolles
26. Chartuzac
27. Chatenet
28. Chaunac
29. Chepniers
30. Chevanceaux
31. Cierzac
32. Clam
33. Clérac
34. Clion
35. La Clotte
36. Consac
37. Corignac
38. Coulonges
39. Courpignac
40. Coux
41. Échebrune
42. Expiremont
43. Fléac-sur-Seugne
44. Fontaines-d'Ozillac
45. Le Fouilloux
46. La Genétouze
47. Germignac
48. Givrezac
49. Guitinières
50. Jarnac-Champagne
51. Jonzac
52. Jussas
53. Léoville
54. Lonzac
55. Lorignac
56. Lussac
57. Marignac
58. Mazerolles
59. Mérignac
60. Messac
61. Meux
62. Mirambeau
63. Montendre
64. Montguyon
65. Montlieu-la-Garde
66. Mortiers
67. Mosnac
68. Neuillac
69. Neulles
70. Neuvicq
71. Nieul-le-Virouil
72. Orignolles
73. Ozillac
74. Pérignac
75. Le Pin
76. Plassac
77. Polignac
78. Pommiers-Moulons
79. Pons
80. Pouillac
81. Réaux sur Trèfle
82. Rouffignac
83. Saint-Aigulin
84. Saint-Bonnet-sur-Gironde
85. Saint-Ciers-Champagne
86. Saint-Ciers-du-Taillon
87. Sainte-Colombe
88. Saint-Dizant-du-Bois
89. Saint-Dizant-du-Gua
90. Saint-Eugène
91. Saint-Fort-sur-Gironde
92. Saint-Genis-de-Saintonge
93. Saint-Georges-Antignac
94. Saint-Georges-des-Agoûts
95. Saint-Germain-de-Lusignan
96. Saint-Germain-de-Vibrac
97. Saint-Germain-du-Seudre
98. Saint-Grégoire-d'Ardennes
99. Saint-Hilaire-du-Bois
100. Saint-Léger
101. Sainte-Lheurine
102. Saint-Maigrin
103. Saint-Martial-de-Mirambeau
104. Saint-Martial-de-Vitaterne
105. Saint-Martial-sur-Né
106. Saint-Martin-d'Ary
107. Saint-Martin-de-Coux
108. Saint-Médard
109. Saint-Palais-de-Négrignac
110. Saint-Palais-de-Phiolin
111. Saint-Pierre-du-Palais
112. Saint-Quantin-de-Rançanne
113. Sainte-Ramée
114. Saint-Seurin-de-Palenne
115. Saint-Sigismond-de-Clermont
116. Saint-Simon-de-Bordes
117. Saint-Sorlin-de-Conac
118. Saint-Thomas-de-Conac
119. Salignac-de-Mirambeau
120. Salignac-sur-Charente
121. Semillac
122. Semoussac
123. Soubran
124. Souméras
125. Sousmoulins
126. Tugéras-Saint-Maurice
127. Vanzac
128. Vibrac
129. Villexavier

## Historique sommaire
L'arrondissement de Jonzac succède à deux anciens districts, celui de Pons et celui de Montlieu, qui furent créés en 1790 lors de la création du département de la Charente-Inférieure.
C'est à la suite de la réforme de la carte administrative appliquée sous Napoléon Bonaparte (An VIII du Consulat) que l'arrondissement de Jonzac fut créé en 1800 et, ce, au détriment des deux anciens districts qui ont été profondément remaniés.
L'ancien district de Pons a été en grande partie annexé au nouvel arrondissement de Jonzac tandis que le canton de Pons a été inclus dans celui de Saintes. De ce fait, Pons a perdu son statut de chef-lieu de district et a été relégué au simple rôle de chef-lieu de canton. Cet ancien district était composé de six cantons (Archiac, Jonzac, Mirambeau, Saint-Fort, Saint-Genis et Pons), les cinq premiers ont été rassemblés dans le nouvel arrondissement mais ont subi des modifications territoriales importantes. Ainsi, le canton de Saint-Genis a intégré celui de Saint-Fort tandis que celui de Léoville, anciennement rattaché au district de Montlieu, a fusionné avec celui de Jonzac.
Montlieu a connu le même sort que celui de Pons. Son ancien district qui rassemblait cinq cantons (Léoville, Montendre, Montguyon, montlieu et Saint-Aigulin) et qui était le plus petit de la Charente-Inférieure a été par contre entièrement regroupé dans le nouvel arrondissement où la sous-préfecture a été définitivement fixée à Jonzac dès l'an 1800. Il a subi quelques modifications territoriales avec la disparition des cantons de Léoville, absorbé par celui de Jonzac, et de Saint-Aigulin, ce dernier ayant fusionné avec le canton de Montguyon.
Alors que la loi Poincaré supprimait, en 1926, de nombreux arrondissements, (en Charente-Inférieure : arrondissement de Marennes; l'arrondissement de Saint-Jean-d'Angély fut également supprimé en 1926 mais il a été restauré en 1943) celui de Jonzac ne fut pas concerné par cette réforme.

## Géographie

### Situation géographique
L'arrondissement de Jonzac occupe toute la partie méridionale de la Charente-Maritime correspondant à l'appellation historique et géographique de la Haute Saintonge - en opposition à la Basse Saintonge.
À l'ouest, l'arrondissement s'ouvre sur l'estuaire de la Gironde en une petite portion, elle constitue son unique fenêtre littorale.
Au nord, il est limitrophe de l'arrondissement de Saintes, jouxtant les cantons de Cozes, Gémozac et Pons, arrondissement situé en Charente-Maritime, tandis qu'à l'est, il est bordé par le département voisin de la Charente via, du nord-ouest au sud-est, les arrondissements de Cognac et d'Angoulême. C'est avec celui de Cognac qu'il partage la plus longue limite départementale.
Au sud-est, il confine avec le département de la Dordogne jouxtant l'arrondissement de Périgueux tandis qu'au sud et au sud-ouest, il partage ses limites départementales avec la Gironde sur une large portion.

### Hydrographie sommaire
Cet arrondissement est arrosé principalement par la Seugne qui y prend sa source et par son plus long affluent, le Trèfle, qui coulent dans sa partie centrale, et par le Né, qui coule dans la partie orientale de l'arrondissement à cheval sur les deux départements charentais. Ce sont des affluents de rive gauche de la Charente.
Au sud, dans la partie géographique dénommée la Double, deux rivières principales irriguent cette vaste région forestière et vallonnée, le Lary et le Palais.
La Dronne qui arrose Saint-Aigulin sépare le département de la Charente-Maritime de celui de la Dordogne au sud-est.
Enfin, à l'ouest, l'arrondissement de Jonzac possède avec la Gironde une petite fenêtre sur le plus vaste estuaire d'Europe.

## Superficie

### La superficie de l'arrondissement
La superficie de l'arrondissement de Jonzac est de 1 529,93 km2, ce qui le place au deuxième rang en Charente-Maritime après l'arrondissement de Saintes, occupant 22,29 % de la superficie totale du département c'est-à-dire 1/5 de l'espace départemental.

### Liste des cantons et leur rang par superficie
| Rang | Canton                   | Superficie (km2) | Nombre de communes |
| ---- | ------------------------ | ---------------- | ------------------ |
| 1    | Montguyon                | 322,31           | 14                 |
| 2    | Mirambeau                | 266,86           | 19                 |
| 3    | Montlieu-la-Garde        | 218,88           | 13                 |
| 4    | Saint-Genis-de-Saintonge | 208,63           | 16                 |
| 5    | Archiac                  | 195,24           | 17                 |
| 6    | Jonzac                   | 173,11           | 20                 |
| 7    | Montendre                | 144,90           | 15                 |

L'arrondissement de Jonzac possède quatre cantons dont la superficie est supérieure à 200 km2 dont deux figurent dans les quatre premiers du département par leur superficie.
Le canton de Montguyon qui est pas le plus vaste de l'arrondissement de Jonzac est le deuxième plus étendu de la Charente-Maritime, se classant immédiatement après celui d'Aulnay.
Si le canton de Mirambeau se classe au quatrième rang départemental par sa superficie, il en occupe néanmoins la deuxième place dans l'arrondissement de Jonzac.

Quant aux cantons de Montlieu-la-Garde et de Saint-Genis-de Saintonge, si ceux-ci se classent respectivement aux troisième et quatrième rangs dans leur arrondissement, ils n'occupent que les onzième et douzième rangs en Charente-Maritime.

## Démographie et population

### Évolution démographique
En 2022, l'arrondissement comptait 68 842 habitants.
| 1968   | 1975   | 1982   | 1990   | 1999   | 2006   | 2011   | 2016   | 2021   |
| ------ | ------ | ------ | ------ | ------ | ------ | ------ | ------ | ------ |
| 57 404 | 54 883 | 53 724 | 52 269 | 51 675 | 53 637 | 56 374 | 67 989 | 68 476 |

| 2022   | - | - | - | - | - | - | - | - |
| ------ | - | - | - | - | - | - | - | - |
| 68 842 | - | - | - | - | - | - | - | - |

### Un arrondissement peu peuplé
L'arrondissement de Jonzac fait partie avec celui de Saint-Jean-d'Angély des deux arrondissements les moins peuplés de la Charente-Maritime.
C'est également un arrondissement dont la densité de population, de l'ordre de 35 hab./km2, est particulièrement faible, étant plus de deux fois inférieure à celle du département de la Charente-Maritime.
Dans cet arrondissement peu peuplé, trois cantons ont une densité de population supérieure à celle de l'arrondissement (Jonzac (59 hab./km2), Montendre (45 hab./km2) et Saint-Genis-de-Saintonge (36 hab./km2) mais aucun d'entre eux ne dépasse la moyenne de densité du département.
Cet arrondissement présente ainsi un grand nombre d'aspects de la « diagonale du vide » (vieillissement démographique, solde naturel négatif, solde migratoire négatif concernant les jeunes générations, faible densité de population, rural profond et isolé, quasi absence de centre urbain ou présence de très petites villes peu attractives) qui traverse la France. Le canton de Montguyon et celui de Montlieu-la-Garde avec des densités identiques de 29 hab./km2 en font pour ainsi dire partie. C'est d'ailleurs dans le canton de Montguyon que se trouve la commune la moins densément peuplée de la Charente-Maritime, La Genétouze, qui ne compte que 6 hab./km2 en 2007.

### Un arrondissement profondément rural
Jonzac fait véritablement figure de pôle urbain au sein de son arrondissement, pour ne pas dire de véritable petite « capitale » dans sa micro-région de Haute Saintonge, et éclipse de loin tous les autres centres qui jouent localement leur rôle de chef-lieu de canton. Parmi ceux-ci se trouve Montendre, deuxième commune de l'arrondissement de Jonzac, dont le chiffre de population, supérieur à 3 000 habitants, est en fait « gonflé » artificiellement depuis la fusion de deux communes en 1972. Mais ces deux petites villes n'occupent que le 29e et 36e rang en Charente-Maritime dans le classement démographique.
Cet arrondissement, rural par excellence, ne recense que huit communes dont la population est comprise entre 1 000 et 1 999 habitants en 2007, et parmi celles-ci, quatre sont des chefs-lieux de canton (Mirambeau, Montguyon, Montlieu-la-Garde et Saint-Genis-de-Saintonge).
Parmi ces communes, il faut noter le cas particulier de Saint-Aigulin, dans le canton de Montguyon, située à l'extrême sud de la Charente-Maritime et riveraine de la Dronne. Elle avait compté plus de 2 000 habitants jusqu'au recensement de 1990. Depuis cette date, elle est entrée dans une phase quasi irréversible de déclin autant démographique qu'économique.
Plus des deux tiers de la population vit dans une commune rurale de moins de 1 000 habitants dans l'arrondissement de Jonzac, soit 67,86 % de la population en 2007. Ce qui correspond à une proportion très élevée alors que celle-ci n'est que de 24,5 % en Charente-Maritime.
Trois unités urbaines sont répertoriées dans l'arrondissement de Jonzac. Il s'agit de Jonzac avec 5 183 habitants, Montendre avec 3 473 habitants et Saint-Aigulin avec 1 935 habitants. Leur faible poids démographique influe peu sur le taux urbain qui est de 19,6 %, ce qui est nettement inférieur à celui du département de la Charente-Maritime qui est de 58,1 % en 2007.
Les deux communes de plus de 2 000 habitants de l'arrondissement de Jonzac sont les suivantes.
| Commune   | Population en 2007 (hab.) | Population en 2010 (hab.) |
| --------- | ------------------------- | ------------------------- |
| Jonzac    | 3 511                     | 3 480                     |
| Montendre | 3 146                     | 3 151                     |

## Administration
| Période           | Période           | Identité          | Fonction précédente                                                         | Observation                                                          |
| ----------------- | ----------------- | ----------------- | --------------------------------------------------------------------------- | -------------------------------------------------------------------- |
| 28 août 1827      | 20 mars 1828      | Adolphe Arthuys   | Avocat à la cour d'Orléans                                                  | muté à Segré                                                         |
|                   |                   |                   |                                                                             |                                                                      |
| 8 août 2016       | 28 septembre 2018 | Élise Dabouis (d) | Première conseillère du corps des tribunaux administratifs                  | Nommée secrétaire générale de la préfecture du Territoire de Belfort |
| 28 septembre 2018 | 6 octobre 2020    | Jérôme Aymard     | Directeur des ressources humaines et des moyens à la préfecture du Morbihan | Nommé sous-préfet de Charolles                                       |
| 6 novembre 2020   | 7 février 2024    | Estelle Leprêtre  | Directrice départementale adjointe de la cohésion sociale du Morbihan       | Nommée sous-préfète de Châteaulin                                    |
| 7 février 2024    | 9 décembre 2024   | Sabrina Ladoire   | Sous-préfète d'Issoudun                                                     | Nommée présidente de la cour administrative d’appel de Bordeaux      |